# Attagenus dichrous
Attagenus dichrous es una especie de coleóptero de la familia Dermestidae.

## Distribución geográfica
Habita en Etiopía, Kenia y Arabia Saudita.